# Li Chunfeng
Pour les articles homonymes, voir Li.
Li Chunfeng (chinois simplifié : 李淳风 ; chinois traditionnel : 李淳風 ; pinyin : Lǐ Chúnfèng ; Wade : Li Ch'un-feng) (602-670) est un mathématicien, astronome et historien chinois. Il est né dans l'actuelle Baoji, Shaanxi pendant les dynasties Sui et Tang. Il a été nommé au Bureau Impérial d'Astronomie pour aider à instituer une réforme du calendrier. Il a fini par diriger ce Bureau et a conçu le calendrier Linde. Son père était un fonctionnaire instruit et aussi un taoïste. Li est mort à Chang'an en 670.

## Formation et carrière
La dynastie des Sui est intégralement pour l'unification de la Chine, donc c'est une période propice pour l'apprentissage. Mais quand Li a seize ans, les Sui laissent la place aux Tang. Néanmoins, les Tang n'ont pas mis à mal les conditions pour l'éducation. En effet, elle les a plutôt renforcées. L'enseignement de mathématiques de l'Académie impériale a été formalisé.
Li Chunfeng est nommé au Bureau Impérial d'Astronomie comme astronome et historien, en 627. Après plusieurs années, il est ensuite promu directeur adjoint de ce Bureau en 641, et même directeur en 648. Il a reçu ces titres parce que le calendrier chinois de l'époque, bien qu'il ne soit utilisé que depuis quelques années, montre déjà des problèmes de précision dans la prédiction des éclipses. En fait, Li est nommé en partie à cause de sa critique du calendrier Wuyin. Wang Xiaotong a été choisi pour étudier le problème quelque temps auparavant. C'était un travail très important en raison de la croyance chinoise dans le Mandat du Ciel. Donc, si une personne modifie le calendrier, alors celle-ci aurait un certain contrôle sur la connexion entre le ciel et l'empereur.

## Astronomie et calendrier
En 665, Li introduit une réforme du calendrier, dès lors appelé le calendrier Linde. Il améliore la prédiction des positions de planètes et inclus un « mois intercalaire ». Cette idée est similaire à celle d'un saut d'une journée. Il permet de concilier une année lunaire avec une année solaire, car douze mois lunaires sont 1,390 6 jour plus court qu'une année solaire. Il est ajouté tous les trois ans. Le calendrier Linde est la plus importante réalisation de Li.
Li a écrit un document pour se plaindre de l'utilisation d'équipements vétustes au Bureau Impérial d'Astronomie, de sorte qu'il a été ordonné de construire une nouvelle sphère armillaire. Il l'a achevée en 633. Sa construction comportait un troisième anneau en opposition à la conception commune de seulement deux anneaux.

## Mathématiques

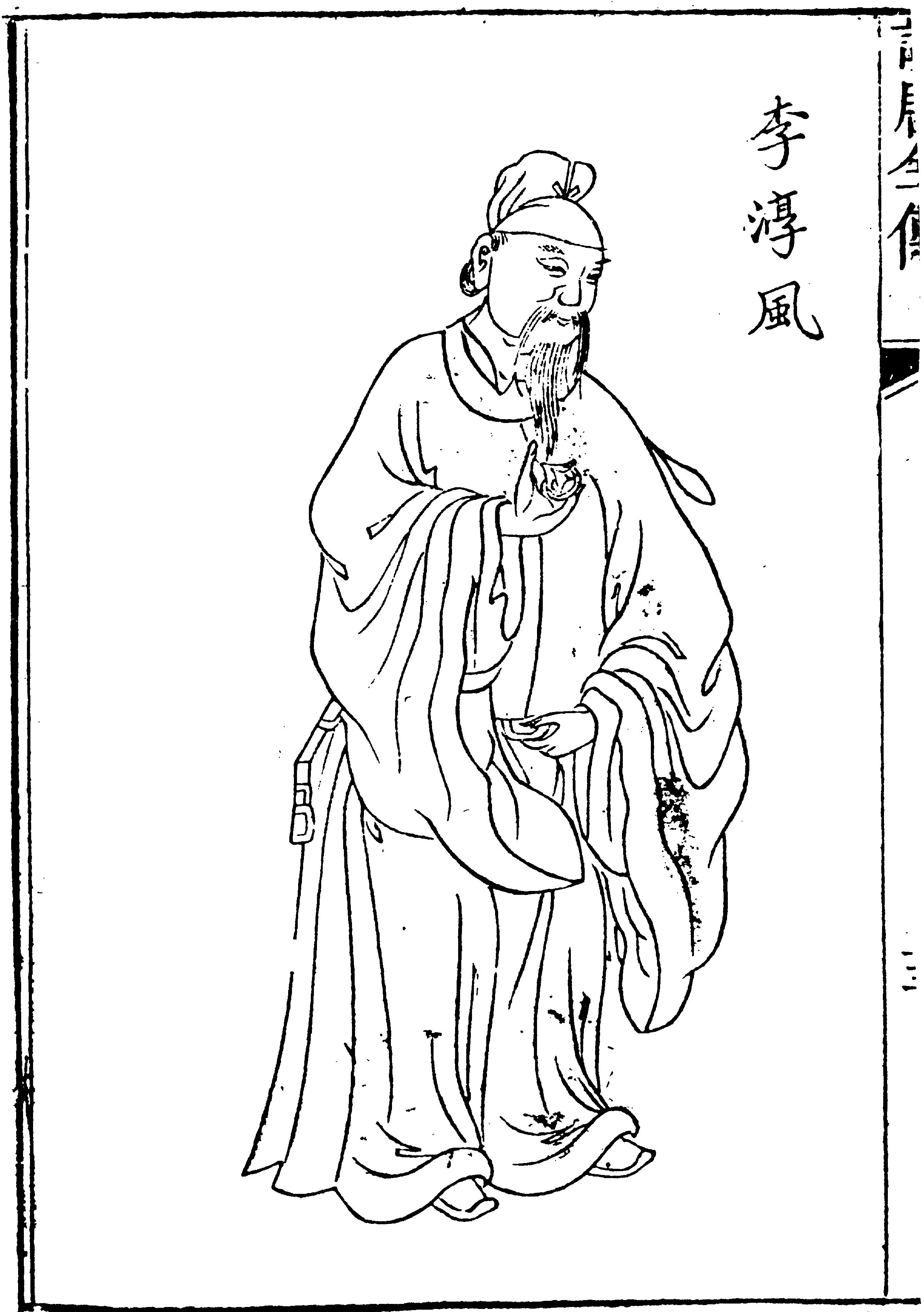
Li Chunfeng

Li ajoute des corrections à certains travaux mathématiques. Des exemples de ces corrections sont dans Les Neuf Chapitres sur l'art mathématique par Liu Hui. Il a démontré que le plus petit commun multiple des nombres un, deux, trois, quatre, cinq, six, sept, huit, neuf, dix, onze, douze, était 27 720, la réponse était entachée d'irrégularités dans le texte original. Encore un autre exemple est dans le travail de Zu Gengzhi sur la surface d'une sphère. Li a donné {\displaystyle \quad {\frac {22}{7}}} (3,142 857 142 857 142 857 142 857 142 857 1) au lieu de 3, comme une meilleure approximation de ce que nous connaissons maintenant sous le nom de pi. Il a commencé chaque annotation avec les mots « Votre serviteur, Chunfeng, et ses collaborateurs apportent leur commentaire respectueusement sur... ». Li a écrit quelques travaux mathématiques de sa propre main, mais on connaît peu de choses à leur sujet. Ils sont généralement rejetés comme sans importance en comparaison de ses autres réalisations. Avec Liang et Wang Shu Zhenru, il a écrit Shibu Suanjing (十部算经) en 656, ou Dix Canons du calcul, une collection de textes mathématiques assemblés par Li Chunfeng et utilisé comme mathématiques officielles pour les examens impériaux et soumis à l'empereur.

## Ses œuvres littéraires
Li a contribué au Livre des Sui et au Livre des Jin, qui couvrent l'histoire des dynasties Sui et Jin. Il a écrit sur les découvertes en astrologie, en métrologie et en musique. Ce sont les histoires officielles de ces périodes. Li est généralement crédité du livre Massage-Chart Prophecies (Tui bei tu (en)). Ce livre est une collection de tentatives pour prédire l'avenir à l'aide de la numérologie. Par conséquent, Li est souvent considéré comme un prophète. Le livre tient son titre d'un poème présent en fin de l'ouvrage, discutant de la quantité de temps nécessaire pour raconter l'histoire de milliers d'années, donc il serait préférable de prendre une pause et profiter d'un massage. Vers 640, Li écrit le Ganying jing 感應經 où il élabore le concept de correspondance cosmique de ganying (en). Li écrit un livre qui traite de l'importance de l'astrologie dans la culture chinoise appelé Yisizhan en 645, au moment où il en aurait été de travailler sur la Linde calendrier. Un autre de ses œuvres est le Commentary on and Introduction to the Gold Lock and the Flowing Pearls. Dans ce livre, il décrit les coutumes taoïstes, ce qui est probablement en partie de l'influence de son père.